# Auchy-lès-Hesdin
Auchy-lès-Hesdin è un comune francese di 1 737 abitanti situato nel dipartimento del Passo di Calais nella regione dell'Alta Francia.
Il suo territorio comunale è attraversato dal fiume Ternoise.

## Società

### Evoluzione demografica
Abitanti censiti